# Borovac (Mljet-vzhod)
Borovac je majhen nenaseljen otoček v Jadranskem morju. Pripada Hrvaški.
Borovac leži med otočkoma Galičnjak in Planjak vzhodno od otoka Mljeta, od katerega je oddaljen okoli 1 km. Površina otočka meri 0,044 km². Dolžina obalnega pasu je 0,90 km. Najvišji vrh je visok 28 mnm.